# The Ashley Book of Knots
The Ashley Book of Knots je encyklopedie uzlů, kterou napsal a nakreslil americký umělec a námořník Clifford W. Ashley. Poprvé byla vydána v roce 1944 jako vyvrcholení 40 let sbírání uzlů a 11 let práce na kompletaci knihy. Vazači uzlů je přirovnávána dokonce k Mahábháratě. I po velmi dlouhé době zůstává jednou z nejdůležitějších knih o uzlech.

## Obsah
Na 620 stranách uvádí přibližně 3850 číslovaných položek a více než 7000 ilustrací. Celkový počet různých uzlů přesahuje 2000.
Mnohé popisy jsou, především vzhledem k rozšíření syntetických lan, sice již zastaralé, ale pro jednoznačnou identifikaci druhu uzlu se stále celosvětově využívá. Reference jsou obvykle ve tvaru ABOK či ABoK a číslo (např. ABOK #1402 pro ambulanční spojku).

## Vydání
- Clifford W. Ashley, The Ashley Book of Knots, Doubleday, New York 1944, ISBN 0-385-04025-3.
- Reprint: Doubleday, New York 1963–1979, ISBN 0-571-09659-X.
- Reprint s dodatky Geoffreyho Budwortha: The Ashley Book of Knots. With amendments of Geoffrey Budworth. Doubleday, New York 1993.
- V USA byla celkem vydána minimálně dvanáctkrát a přeložena do mnoha světových jazyků.